# RIM-55 Typhon MR
Die RIM-55 Typhon MR (Medium Range, dt: Mittlere Reichweite) war eine Mittelstrecken-Flugabwehrrakete der US Navy, die nie fertiggestellt wurde. Sie wurde zunächst unter der Bezeichnung SAM-N-9 entwickelt und sollte die RIM-24 Tartar ersetzen, weshalb sie auch als „Super Tartar“ bezeichnet wurde.
Ende der 1950er-Jahre war man sich bei der US Navy bewusst, dass die vorhandenen Luftabwehrraketen nicht ausreichen würden, die immer größer werdende Anzahl an sowjetischen Kampfflugzeugen zu bekämpfen, die zudem auch zunehmend bessere Flugleistungen aufwiesen. Da für kurze, mittlere und hohe Reichweiten jeweils ein eigener Flugkörper in Betrieb war (T3-Serie), befürchtete man, dass sich bei großen Luftangriffen die unterschiedlichen Systeme nicht koordinieren lassen würden. Erste Überlegungen, einen einheitlichen Flugkörper für alle Reichweiten zu entwickeln, wurden schnell wieder verworfen, da der Einsatz einer Langstreckenrakete auf kurze Distanzen nicht finanzierbar war (und auch technisch schwierig umzusetzen gewesen wäre). Letztlich kam man zu dem Entschluss, dass man zwar weiterhin unterschiedliche Flugkörper zur Abdeckung des gesamten Einsatzspektrums benötigt, dies jedoch über ein einheitliches Feuerleitradar an Bord der Schiffe gesteuert werden sollte. Dafür wurde das AN/SPG-59-System ausgewählt.
Der Hersteller Bendix Corporation erhielt den Auftrag, die neuen Mittel- (RIM-55/SAM-N-9) und Langstrecken-Raketen (RIM-50/SAM-N-8) zu entwickeln. Noch bevor der erste Prototyp fertiggestellt worden war, wurde das gesamte Programm im Dezember 1963 abgebrochen. Da die RIM-50 wegen zu hoher Kosten eingestellt worden war, brach der Vorteil der gemeinsamen Zielführung durch das AN/SPG-59-Feuerleitradar weg. Damit verlor auch die RIM-55 ihre Existenzberechtigung, da ihre weiteren Leistungswerte gegenüber der RIM-24 nicht ausreichten, um diese zu ersetzen. Stattdessen führte die US Navy die RIM-7 Sea Sparrow ein, die sich auch zur Bekämpfung von Seezielflugkörpern eignete.

## Technische Daten
| Kenngröße          | Theoretische Daten       |
| ------------------ | ------------------------ |
| Länge:             | 4,72 m                   |
| Spannweite:        | 1,07 m                   |
| Durchmesser:       | 34 cm                    |
| Gewicht:           | 770 kg                   |
| Geschwindigkeit:   | Mach 4                   |
| Maximale Flughöhe: | 27.400 m                 |
| Reichweite:        | 74 km                    |
| Gefechtskopf:      | 68-kg-Splittersprengkopf |